# Ханвајлер
Ханвајлер (њем. Hahnweiler) општина је у њемачкој савезној држави Рајна-Палатинат. Једно је од 96 општинских средишта округа Биркенфелд. Према процјени из 2010. у општини је живјело 231 становника. Посједује регионалну шифру (AGS) 7134033.

## Географски и демографски подаци
Ханвајлер се налази у савезној држави Рајна-Палатинат у округу Биркенфелд. Општина се налази на надморској висини од 500 метара. Површина општине износи 2,3 km². У самом мјесту је, према процјени из 2010. године, живјело 231 становника. Просјечна густина становништва износи 101 становника/km².